# Sabchat al-Dschabbul
Sabchat al-Dschabbul oder Mamlahat al-Jabbūl (arabisch سبخة الجبول, DMG Sabḫat al-Ǧabbūl) ist ein großer, traditionell saisonal austrocknender, Salzsee mit Salzwiesen (Sabcha). Er liegt 30 km südöstlich von Aleppo, Syrien, im Distrikt al-Bab des Gouvernements Aleppo. Es ist der größte natürliche See in Syrien und der zweitgrößte See nach dem künstlichen Assad-See. Im Jahr 2009 umfasste der See etwa 100 km² und war relativ stabil. Die Salinen sind umfangreich. Das Gebiet umfasst das Naturschutzgebiet Sabchat al-Dschabbul, ein Schutzgebiet für Wasservögel.
Heute liegt der Salzsee in einem geschlossenen Becken. Während des Pleistozäns füllte sich das Becken, wurde überflutet und bildete einen Nebenfluss des Euphrat. Der See wurde traditionell im Frühjahr überflutet und schrumpfte im Sommer und Herbst zurück. Ab 1988 begannen Bewässerungsprojekte auf angrenzenden Flächen jedoch, erhebliche Mengen an teilweise salzhaltigem Wasser in das Becken abzuleiten, den Grundwasserspiegel zu stabilisieren und einen See von 100 km² zu schaffen.

## Nutzung
Zu den Hauptnutzungsgebieten des Gebiets zählen Tourismus, Wasservogeljagd, Weidevieh in der umliegenden Steppe und Salzgewinnung. Al-Jubbul ist die wichtigste Salzquelle in Syrien. Weitere Quellen sind der Jayrud-See und der Khatuniyah-See (Khatunia).